# Juan Vicente Córdoba
Juan Vicente Córdoba (Madrid, 1957) es un guionista, productor y director de cine español.

## Biografía
Nació en el barrio madrileño de Vallecas en 1957. Estudió en la Escuela el Curso General de Cinematografía.
En 2016 recibió el premio Goya al Mejor Cortometraje de Ficción por "Cabezas habladoras" escrito, dirigido y producido por él mismo. Una película que interpela a personas de diferente edad, profesión y clase social dos cuestiones simples: Quiénes son y qué quisieran de la vida.

## Filmografía

### Como director
- 1990 El rey tuerto
- 1992 Directo al corazón (cortometraje)
- 1996 Entre vías (cortometraje)
- 2000 Aunque tú no lo sepas
- 2002 Yo soy de mi barrio (cortometraje)
- 2005 A golpes
- 2008 Flores de luna
- 2016 Cabezas habladoras (cortometraje)
- 2017 Rehearsal for life (cortometraje)
- 2018 Quinqui Stars

### Como guionista
- 1990 El rey tuerto
- 1992 Directo al corazón (cortometraje)
- 1995 Alma gitana
- 1996 Entre vías (cortometraje)
- 2000 Aunque tú no lo sepas
- 2002 Yo soy de mi barrio (cortometraje)
- 2005 A golpes
- 2016 Cabezas habladoras (cortometraje)
- 2017 Rehearsal for life (cortometraje)
- 2017 Ensayo de vida (cortometraje)
- 2018  Quinqui Stars

### Como productor
- 1995 Alma gitana
- 1996 Entre vías (cortometraje)
- 1997 El origen del problema (cortometraje)
- 2000 Aunque tú no lo sepas
- 2010 Una caja de botones (cortometraje)
- 2016 Cabezas habladoras (cortometraje)
- 2017 Rehearsal for life (cortometraje)
- 2017 Ensayo de vida (cortometraje)

## Premios
Medallas del Círculo de Escritores Cinematográficos
| Año  | Categoría            | Película              | Resultado |
| ---- | -------------------- | --------------------- | --------- |
| 2001 | Mejor guion adaptado | Aunque tú no lo sepas | Ganador   |